# Глубокое (месторождение)
Месторожде́ние Глубо́кое — месторождение гипса около посёлка Светлый в Холмогорском районе Архангельской области.

## История
В марте 2005 года департамент природных ресурсов выдал ЗАО «Кнауф гипс Санкт-Петербург» лицензию на проведение геологоразведочных работ и добычу гипса на проявлении Глубокое. Для организации работ на месторождении Глубокое было создано дочернее предприятие — «Кнауф гипс Архангельск». Оба предприятия являются подразделениями немецкой компании «Кнауф».
Одним из факторов выбора для разработки именно этого месторождения стала его близость к железнодорожным путям. Общий объем инвестиций компании в реализацию проекта составил более 500 миллионов рублей.
Карьер для добычи гипса открыто-взрывным способом был торжественно открыт 19 июня 2008 года, что в свою очередь вызвало недовольство жителей района. В первую очередь высказывались опасения по поводу угрозы разрушения уникальных пещер Чугского заказника, уничтожения растений и животных, занесённых в Красную книгу области.

## Эксплуатация
С 2008 года разработкой месторождения Глубокое занимается ООО «Кнауф гипс Архангельск». Добытый гипс поставляется родственной компании ООО «Кнауф гипс Колпино» в Санкт-Петербурге, занимающейся производством строительных материалов.
Предположительные запасы месторождения составляют более 20 миллионов тонн.
| 2008  | 2009   | 2010   |
| ----- | ------ | ------ |
| 404,8 | ▲651,1 | ▲739,8 |

## Прочие факты
- Лицензия на разработку месторождения была выдана департаментом природных ресурсов Архангельской области в 2005 году. Тогда департамент возглавлял Анатолий Михайлович Ворона. Однако уже в 2007 году, за год до открытия карьера, он занимал место исполнительного директора ООО «Кнауф гипс Архангельск».